# Selecção de futebol sub-20 da Dinamarca
A Selecção de futebol sub-20 da Dinamarca é a equipa de futebol que representa o país no Mundial Sub-20 e no Campeonato Europeu de Futebol Sub-19; é controlada pela Associação de Futebol da Dinamarca.

## Participações

### Mundial Sub-20
| Ano   | Ronda              | J                  | G                  | E                  | P                  | GF                 | GC                 |
| ----- | ------------------ | ------------------ | ------------------ | ------------------ | ------------------ | ------------------ | ------------------ |
| 1977  | Não se classificou | Não se classificou | Não se classificou | Não se classificou | Não se classificou | Não se classificou | Não se classificou |
| 1979  | Não se classificou | Não se classificou | Não se classificou | Não se classificou | Não se classificou | Não se classificou | Não se classificou |
| 1981  | Não se classificou | Não se classificou | Não se classificou | Não se classificou | Não se classificou | Não se classificou | Não se classificou |
| 1983  | Não se classificou | Não se classificou | Não se classificou | Não se classificou | Não se classificou | Não se classificou | Não se classificou |
| 1985  | Não se classificou | Não se classificou | Não se classificou | Não se classificou | Não se classificou | Não se classificou | Não se classificou |
| 1987  | Não se classificou | Não se classificou | Não se classificou | Não se classificou | Não se classificou | Não se classificou | Não se classificou |
| 1989  | Não se classificou | Não se classificou | Não se classificou | Não se classificou | Não se classificou | Não se classificou | Não se classificou |
| 1991  | Não se classificou | Não se classificou | Não se classificou | Não se classificou | Não se classificou | Não se classificou | Não se classificou |
| 1993  | Não se classificou | Não se classificou | Não se classificou | Não se classificou | Não se classificou | Não se classificou | Não se classificou |
| 1995  | Não se classificou | Não se classificou | Não se classificou | Não se classificou | Não se classificou | Não se classificou | Não se classificou |
| 1997  | Não se classificou | Não se classificou | Não se classificou | Não se classificou | Não se classificou | Não se classificou | Não se classificou |
| 1999  | Não se classificou | Não se classificou | Não se classificou | Não se classificou | Não se classificou | Não se classificou | Não se classificou |
| 2001  | Não se classificou | Não se classificou | Não se classificou | Não se classificou | Não se classificou | Não se classificou | Não se classificou |
| 2003  | Não se classificou | Não se classificou | Não se classificou | Não se classificou | Não se classificou | Não se classificou | Não se classificou |
| 2005  | Não se classificou | Não se classificou | Não se classificou | Não se classificou | Não se classificou | Não se classificou | Não se classificou |
| 2007  | Não se classificou | Não se classificou | Não se classificou | Não se classificou | Não se classificou | Não se classificou | Não se classificou |
| 2009  | Não se classificou | Não se classificou | Não se classificou | Não se classificou | Não se classificou | Não se classificou | Não se classificou |
| 2011  | Não se classificou | Não se classificou | Não se classificou | Não se classificou | Não se classificou | Não se classificou | Não se classificou |
| 2013  | Não se classificou | Não se classificou | Não se classificou | Não se classificou | Não se classificou | Não se classificou | Não se classificou |
| 2015  | Não se classificou | Não se classificou | Não se classificou | Não se classificou | Não se classificou | Não se classificou | Não se classificou |
| Total | 0/20               | 0                  | 0                  | 0                  | 0                  | 0                  | 0                  |

### Eurocopa Juvenil

#### Era Sub-18
| Ano          | Rodada             | J                  | G                  | E                  | P                  | GF                 | GC                 |
| ------------ | ------------------ | ------------------ | ------------------ | ------------------ | ------------------ | ------------------ | ------------------ |
| de 1948 1970 | Não participou     | Não participou     | Não participou     | Não participou     | Não participou     | Não participou     | Não participou     |
| 1972         | Não se classificou | Não se classificou | Não se classificou | Não se classificou | Não se classificou | Não se classificou | Não se classificou |
| 1973         | Fase de Grupos     | 3                  | 0                  | 0                  | 3                  | 4                  | 7                  |
| 1974         | Fase de Grupos     | 3                  | 2                  | 0                  | 1                  | 9                  | 4                  |
| 1975         | Fase de Grupos     | 3                  | 1                  | 2                  | 0                  | 6                  | 5                  |
| 1976         | Fase de Grupos     | 3                  | 2                  | 0                  | 1                  | 8                  | 7                  |
| 1977         | Não se classificou | Não se classificou | Não se classificou | Não se classificou | Não se classificou | Não se classificou | Não se classificou |
| 1978         | Não se classificou | Não se classificou | Não se classificou | Não se classificou | Não se classificou | Não se classificou | Não se classificou |
| 1979         | Fase de Grupos     | 3                  | 1                  | 0                  | 2                  | 3                  | 4                  |
| 1980         | Não se classificou | Não se classificou | Não se classificou | Não se classificou | Não se classificou | Não se classificou | Não se classificou |
| 1981         | Fase de Grupos     | 3                  | 1                  | 1                  | 1                  | 5                  | 5                  |
| 1982         | Não se classificou | Não se classificou | Não se classificou | Não se classificou | Não se classificou | Não se classificou | Não se classificou |
| 1983         | Não se classificou | Não se classificou | Não se classificou | Não se classificou | Não se classificou | Não se classificou | Não se classificou |
| 1984         | Fase de Grupos     | 3                  | 0                  | 1                  | 2                  | 2                  | 6                  |
| 1986         | Não se classificou | Não se classificou | Não se classificou | Não se classificou | Não se classificou | Não se classificou | Não se classificou |
| 1988         | Quartos de Final   | 2                  | 0                  | 1                  | 1                  | 1                  | 3                  |
| 1990         | Não se classificou | Não se classificou | Não se classificou | Não se classificou | Não se classificou | Não se classificou | Não se classificou |
| 1992         | Não se classificou | Não se classificou | Não se classificou | Não se classificou | Não se classificou | Não se classificou | Não se classificou |
| 1993         | Não se classificou | Não se classificou | Não se classificou | Não se classificou | Não se classificou | Não se classificou | Não se classificou |
| 1994         | Não se classificou | Não se classificou | Não se classificou | Não se classificou | Não se classificou | Não se classificou | Não se classificou |
| 1995         | Não se classificou | Não se classificou | Não se classificou | Não se classificou | Não se classificou | Não se classificou | Não se classificou |
| 1996         | Não se classificou | Não se classificou | Não se classificou | Não se classificou | Não se classificou | Não se classificou | Não se classificou |
| 1997         | Não se classificou | Não se classificou | Não se classificou | Não se classificou | Não se classificou | Não se classificou | Não se classificou |
| 1998         | Não se classificou | Não se classificou | Não se classificou | Não se classificou | Não se classificou | Não se classificou | Não se classificou |
| 1999         | Não se classificou | Não se classificou | Não se classificou | Não se classificou | Não se classificou | Não se classificou | Não se classificou |
| 2000         | Não se classificou | Não se classificou | Não se classificou | Não se classificou | Não se classificou | Não se classificou | Não se classificou |
| 2001         | Fase de Grupos     | 3                  | 0                  | 0                  | 3                  | 2                  | 6                  |
| Total        | 9/40               | 26                 | 7                  | 5                  | 14                 | 40                 | 49                 |

#### Era Sub-19
| Ano   | Rodada             | J                  | G                  | E                  | P                  | GF                 | GC                 |
| ----- | ------------------ | ------------------ | ------------------ | ------------------ | ------------------ | ------------------ | ------------------ |
| 2002  | Não se classificou | Não se classificou | Não se classificou | Não se classificou | Não se classificou | Não se classificou | Não se classificou |
| 2003  | Não se classificou | Não se classificou | Não se classificou | Não se classificou | Não se classificou | Não se classificou | Não se classificou |
| 2004  | Não se classificou | Não se classificou | Não se classificou | Não se classificou | Não se classificou | Não se classificou | Não se classificou |
| 2005  | Não se classificou | Não se classificou | Não se classificou | Não se classificou | Não se classificou | Não se classificou | Não se classificou |
| 2006  | Não se classificou | Não se classificou | Não se classificou | Não se classificou | Não se classificou | Não se classificou | Não se classificou |
| 2007  | Não se classificou | Não se classificou | Não se classificou | Não se classificou | Não se classificou | Não se classificou | Não se classificou |
| 2008  | Não se classificou | Não se classificou | Não se classificou | Não se classificou | Não se classificou | Não se classificou | Não se classificou |
| 2009  | Não se classificou | Não se classificou | Não se classificou | Não se classificou | Não se classificou | Não se classificou | Não se classificou |
| 2010  | Não se classificou | Não se classificou | Não se classificou | Não se classificou | Não se classificou | Não se classificou | Não se classificou |
| 2011  | Não se classificou | Não se classificou | Não se classificou | Não se classificou | Não se classificou | Não se classificou | Não se classificou |
| 2012  | Não se classificou | Não se classificou | Não se classificou | Não se classificou | Não se classificou | Não se classificou | Não se classificou |
| 2013  | Não se classificou | Não se classificou | Não se classificou | Não se classificou | Não se classificou | Não se classificou | Não se classificou |
| 2014  | Não se classificou | Não se classificou | Não se classificou | Não se classificou | Não se classificou | Não se classificou | Não se classificou |
| 2015  | Não se classificou | Não se classificou | Não se classificou | Não se classificou | Não se classificou | Não se classificou | Não se classificou |
| Total | 0/14               | 0                  | 0                  | 0                  | 0                  | 0                  | 0                  |